# Eodorcadion heros
Eodorcadion heros es una especie de escarabajo longicornio perteneciente al género Eodorcadion, categorizada en la tribu Dorcadionini, de la subfamilia Lamiinae. Fue descrita por Jakovlev en 1899.
El período de actividad en los ejemplares adultos se presenta en los meses de junio, julio y agosto.

## Descripción
Mide 18-24,6 mm de longitud.

## Distribución
Se distribuye por Asia: en China y Mongolia.